# 樣似站

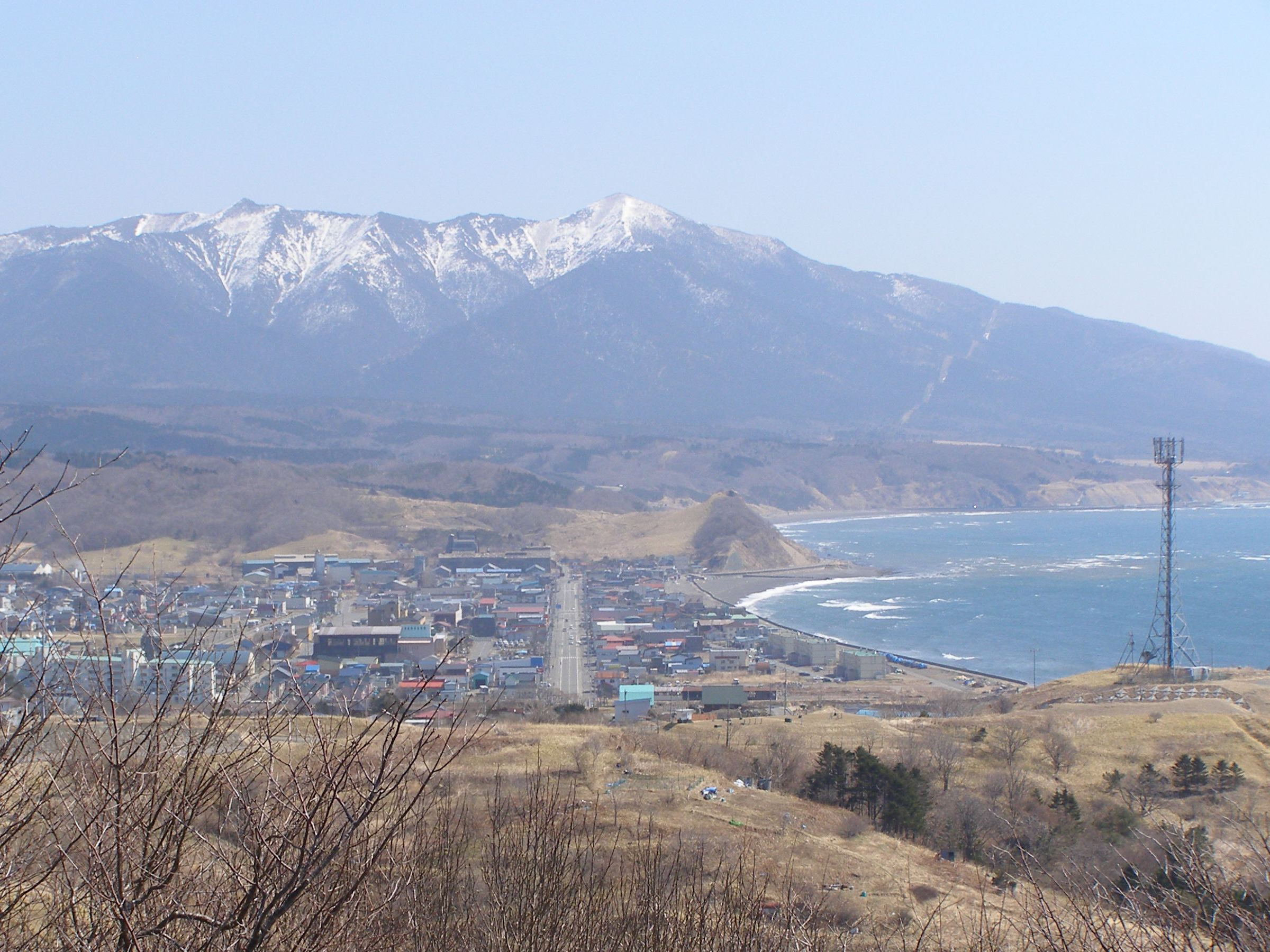
日高山脈之アポイ岳

樣似站（日语：／ Samani eki */?）是位於日本北海道樣似郡樣似町，屬於北海道旅客鐵道（JR北海道）日高本線的車站。本站過去為日高本線的終點站，但已於2021年4月廢站。電報略號是。

## 車站構造
本站在廢站前為側式月台1面1線的地面站。以前在轉車台和車站附近有日本電工的專用側線，近年來已經拆除。
- 為簡易委託站（營業時間8:00 - 16:30），車站業務委託給JR北海道巴士。
- 車站由以前木造站房改建而來，目前東側站房有樣似町所屬的旅遊服務中心進駐。
- 有列車在晚間滯留以作為隔日早班列車使用，因此車站內設有員工宿舍。
- 列車時刻與JR北海道巴士日勝線幾乎一致，以銜接旅客由樣似經過襟裳岬來往於廣尾（原本計畫是從樣似站延伸路線繞過襟裳岬連接廣尾線，不過後者早在1987年就已廢線）。
- 以前有販賣過車站便當。
- 現在觀光資訊中心位於站房東方，前身是超級市場。如需使用超級市場及便利商店則要向車站東南方步行約數分鐘。

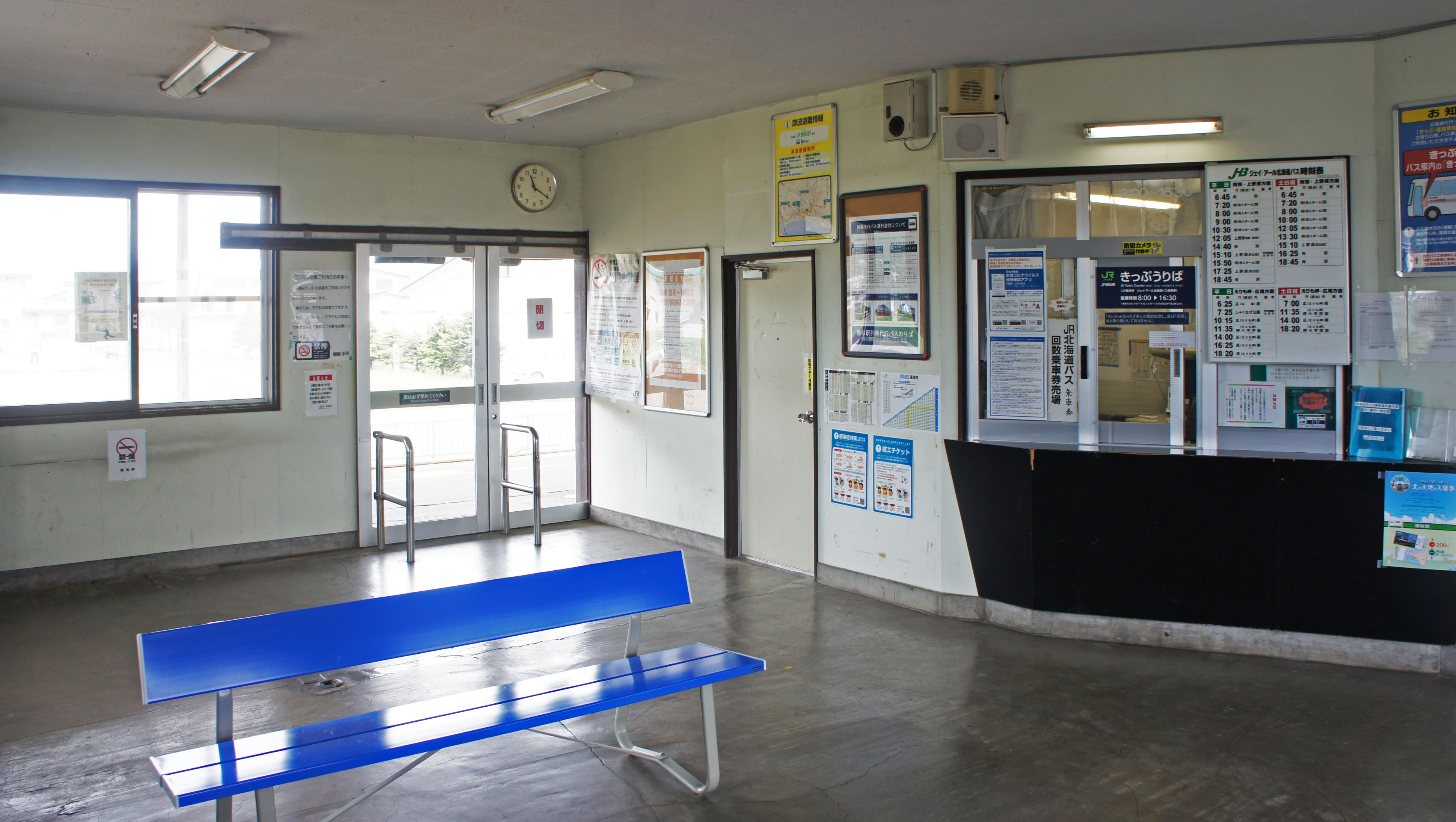
廢站前的車站內部（2020年7月）
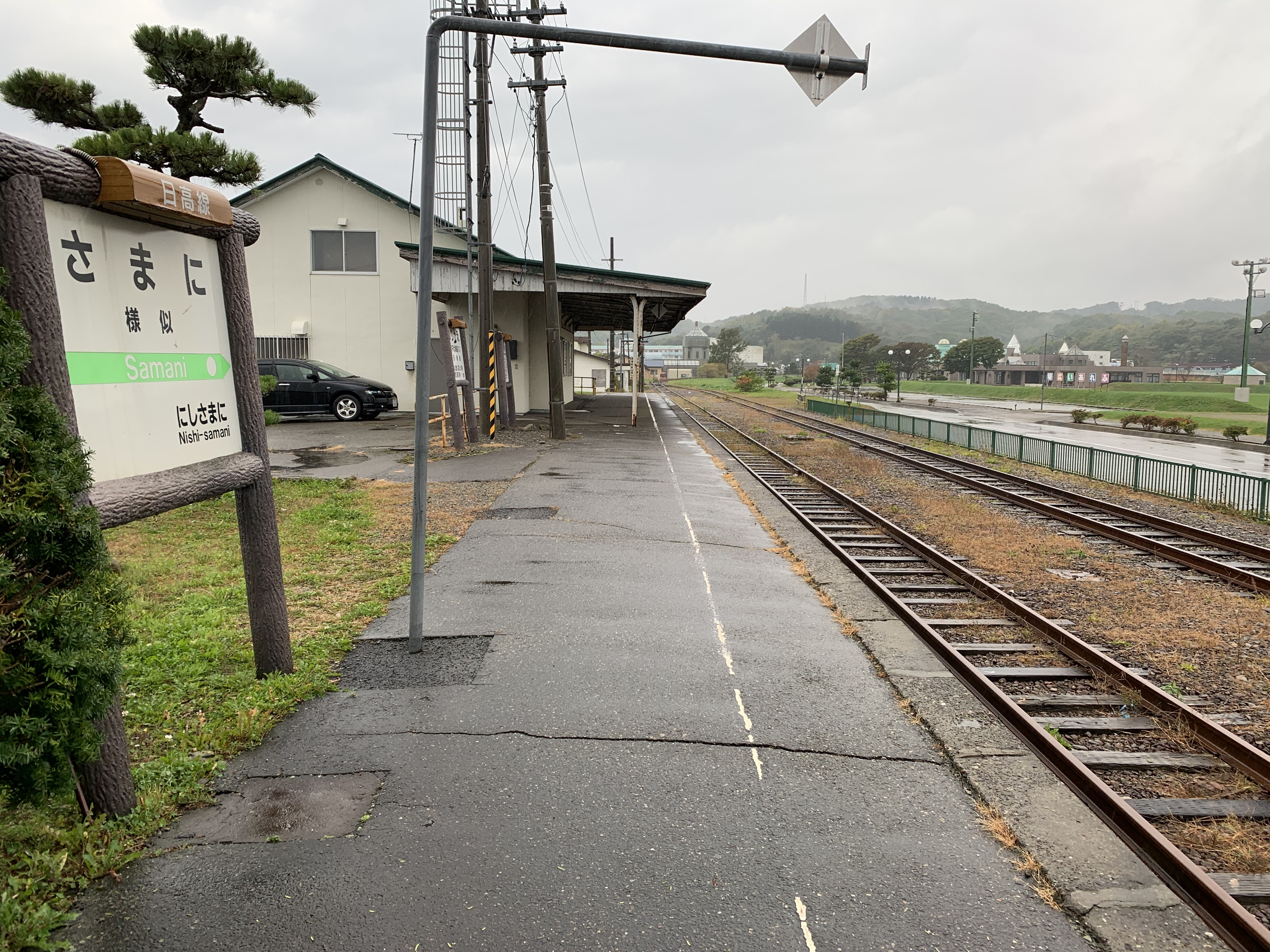
月台（2020年10月）
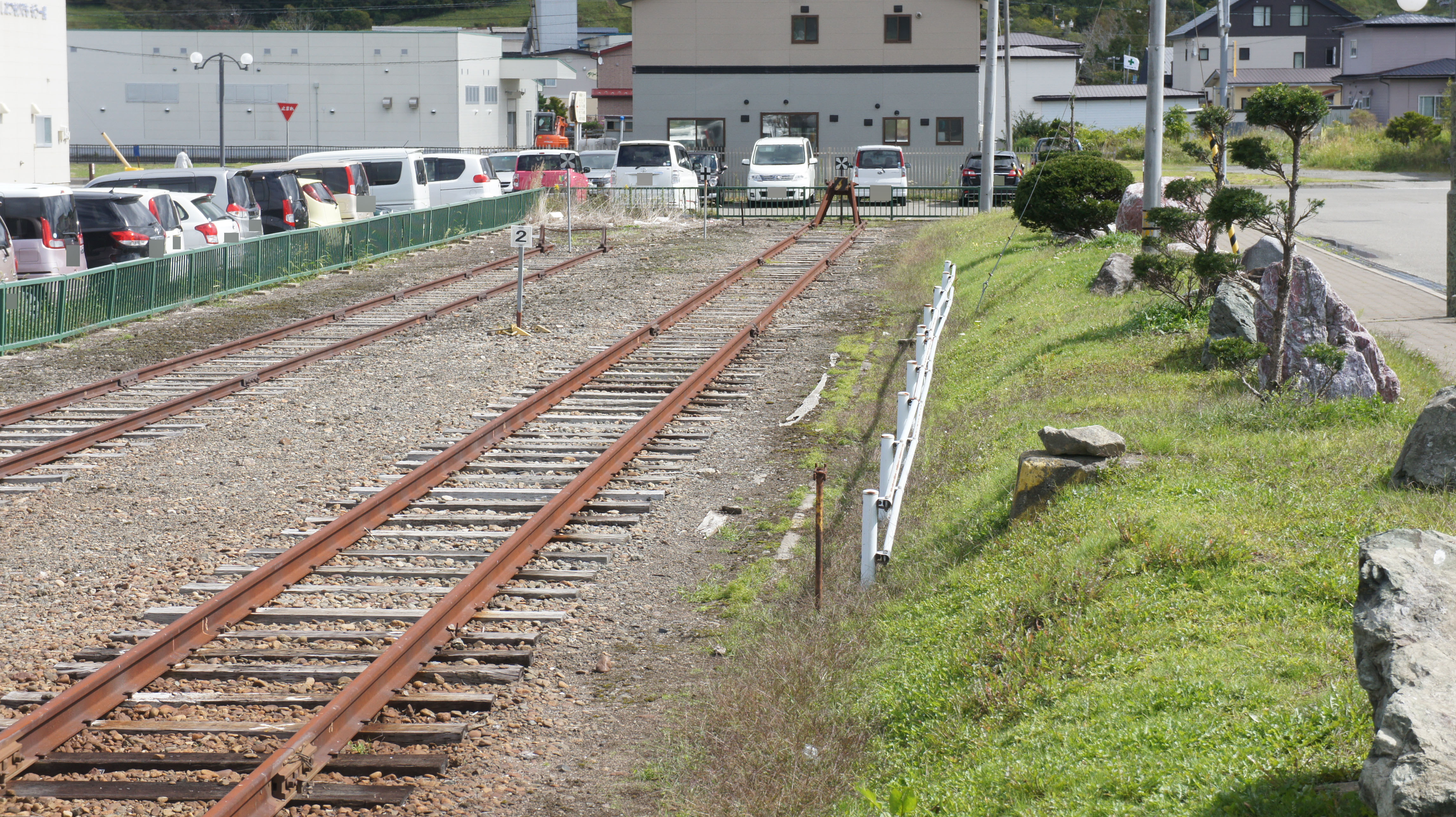
作為停車處的日高本線終端（2017年9月）
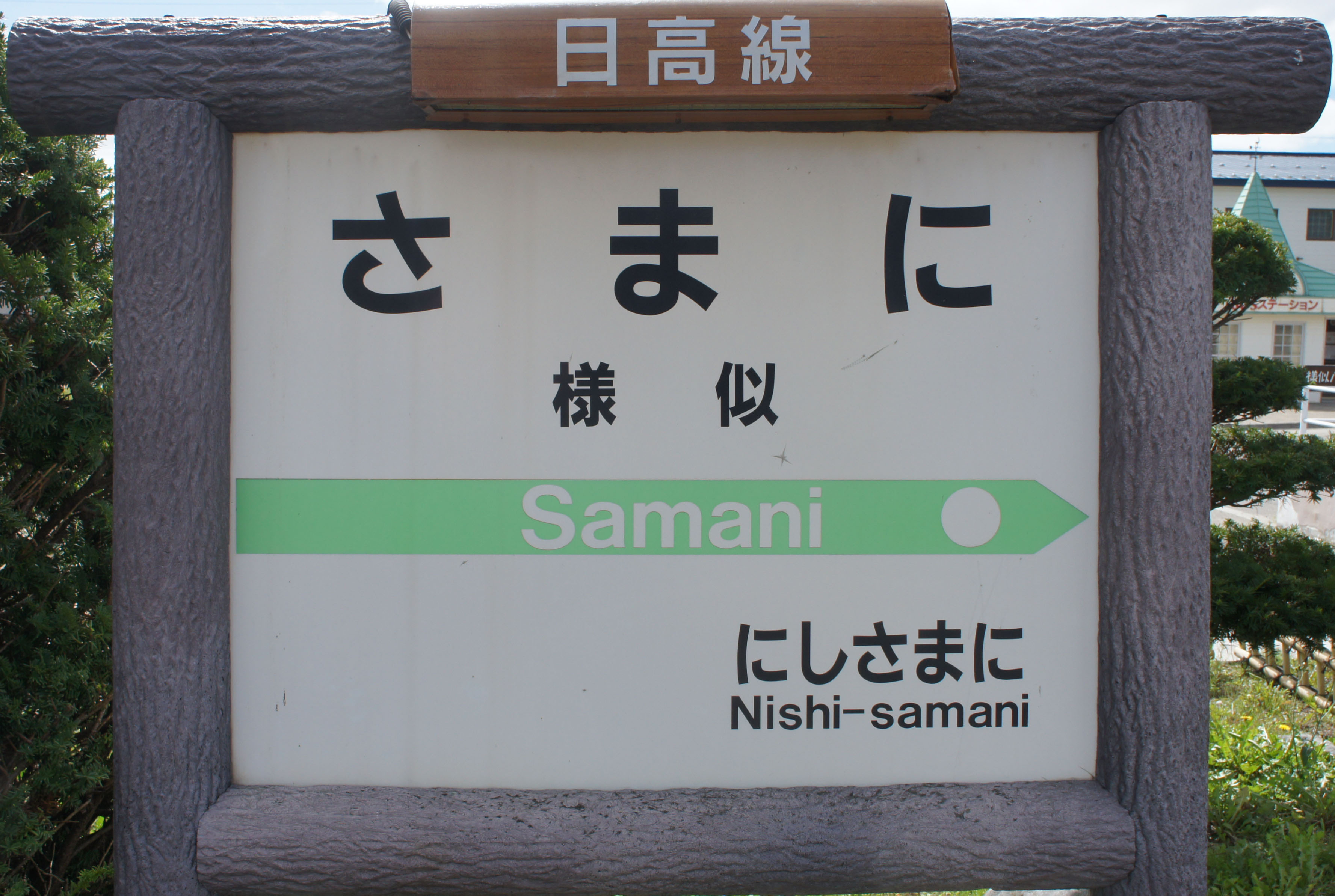
站名標（2017年9月）

## 車站周邊
- 國道336號（日语：国道336号）
- 樣似町公所
- 浦河警察署樣似派出所
- 樣似郵局（與日本郵便苫小牧支店樣似集配中心併設）
- 日高信用金庫大通支店
- 日高東農業協同組合（JA日高東）樣似事業所
- 日高中央漁業協同組合樣似支所
- 樣似町立樣似小學
- 北海道樣似高級中學
- 日高耶馬溪
- 幌滿峽
- 幌滿大壩
- 日高山脈襟裳國家公園
- JR北海道巴士「樣似站前」站牌（詳細路線請參照日勝線）

## 歷史
- 1937年8月10日 - 設立。
- 1982年12月15日 - 廢止貨物處理的業務。
- 1984年2月1日 - 廢止行李處理的業務。
- 1987年4月1日 - 國鐵分割民營化後成為北海道旅客鐵道（JR北海道）轄下的車站。
- 2000年 - Kiosk撤出樣似站。
- 2003年4月1日 - 車站業務更改為委託給JR北海道巴士。
- 2015年1月8日 - 因大浪沖刷導致路基流失，鵡川站至樣似站之間列車停駛，改以巴士代替行駛[1]。。
- 2016年12月21日 - JR北海道表示決定放棄日高門別站至本站的復修工程，並改以巴士取代，但在說明會上多個町長以不同理由缺席會議。而鵡川站至日高門別站將會與當地政府討論是否有復修的可能性[2]。
- 2018年6月17日 - 日高本線（鵡川－樣似段）預定於2020年或之前廢線。
- 2021年（令和3年）4月1日 - 廢站[3][4][5]。

## 相鄰車站

### 廢除路線
北海道旅客鐵道（JR北海道）
日高本線
西樣似－樣似

## 相關項目
- 日本鐵路車站列表
  - 日本鐵路車站列表 Sa
- 日高本線

## 外部連結
- （日語）全驛參觀之旅 （页面存档备份，存于）
- （日語）樣似站（JR北海道） （页面存档备份，存于）